# Juventus Football Club 2000-2001
Questa voce raccoglie le informazioni riguardanti la Juventus Football Club nelle competizioni ufficiali della stagione 2000-2001.

## Stagione
L'estate del 2000 portò a Torino il francese David Trezeguet, il cui golden goal aveva deciso la finale dell'europeo proprio ai danni degli azzurri. Il suo arrivo contribuì a rinforzare la squadra, impegnata in campo nazionale e internazionale. In Coppa Italia, tuttavia, i torinesi furono subito eliminati dal Brescia.
In campionato sfidò la Roma per il primo posto, con un passo inferiore rispetto ai capitolini. L'eliminazione in Champions, giunta già nella fase a gironi con un deludende ultimo posto, avrebbe potuto rappresentare un vantaggio in quanto la Juventus era così libera da impegni infrasettimanali. I giallorossi si dimostrarono comunque superiori, nonostante i buoni risultati dei piemontesi che pure, in primavera, dovettero scontare la squalifica di Davids fino a fine campionato a causa di una positività al nandrolone.
Lo scontro diretto di inizio maggio al Delle Alpi – preceduto da un cambio di regolamento in itinere sui calciatori extracomunitari, che per le ultime gare di campionato ne liberalizzò l'impiego illimitato, e per questo molto discusso poiché de facto avvantaggiò più di tutte proprio la Roma nell'ottica della volata finale – terminò 2-2, vanificando una possibile rimonta bianconera. Il torneo si concluse con il secondo posto: nonostante la qualificazione diretta alla Champions League, i risultati del biennio sotto la guida di Ancelotti furono giudicati al di sotto delle aspettative, pertanto il tecnico reggiolese venne esonerato.

## Divise e sponsor
A partire da questa stagione, dopo 22 anni di ininterrotta collaborazione con Kappa, la fornitura tecnica della squadra passò in mano a Lotto. Tuttavia, allo scopo di massimizzare i ricavi dalle sponsorizzazioni, sulle divise approntate per le partite di campionato e Champions League non comparve il logo dell'azienda veneta, bensì quello di CiaoWeb, portale web di proprietà del gruppo Fiat – presentandosi quindi, a posteriori, come una sorta di cosponsor in anticipo di due decenni sulla legislazione calcistica italiana –; il marchio Lotto venne invece relegato alle partite di Coppa Italia e ai capi d'allenamento.
| Casa | Trasferta | Terza divisa | 1ª portiere | 2ª portiere | 3ª portiere |

Gli sponsor ufficiali furono TELE+ in campionato e Sportal.com in Champions League; limitatamente alle gare di Coppa Italia, venne alternato TELE+ in casa e Sportal.com in trasferta.
| Casa (Coppa Italia) | Trasferta (Coppa Italia) | Terza divisa (Coppa Italia) | 1ª portiere (Coppa Italia) | 2ª portiere (Coppa Italia) | 3ª portiere (Coppa Italia) |

## Rosa
| N. |                                | Ruolo | Calciatore                           |
| -- | ------------------------------ | ----- | ------------------------------------ |
| 1  | Paesi Bassi (bandiera)         | P     | Edwin van der Sar                    |
| 2  | Italia (bandiera)              | D     | Ciro Ferrara                         |
| 3  | Italia (bandiera)              | D     | Michele Paramatti                    |
| 4  | Uruguay (bandiera)             | D     | Paolo Montero                        |
| 5  | Croazia (bandiera)             | D     | Igor Tudor                           |
| 6  | Uruguay (bandiera)             | C     | Fabián O'Neill                       |
| 7  | Italia (bandiera)              | D     | Gianluca Pessotto                    |
| 8  | Italia (bandiera)              | C     | Antonio Conte (capitano)             |
| 9  | Italia (bandiera)              | A     | Filippo Inzaghi                      |
| 10 | Italia (bandiera)              | A     | Alessandro Del Piero (vice capitano) |
| 11 | Uruguay (bandiera)             | A     | Daniel Fonseca                       |
| 12 | Italia (bandiera)              | P     | Michelangelo Rampulla                |
| 13 | Italia (bandiera)              | D     | Mark Iuliano                         |
| 14 | Italia (bandiera)              | C     | Jonathan Bachini                     |
| 15 | Italia (bandiera)              | D     | Alessandro Birindelli                |
| 16 | Italia (bandiera)              | D     | Marco Zanchi                         |
| 17 | Francia (bandiera)             | A     | David Trezeguet                      |
| 18 | Serbia e Montenegro (bandiera) | A     | Darko Kovačević                      |

| N. |                        | Ruolo | Calciatore          |
| -- | ---------------------- | ----- | ------------------- |
| 19 | Argentina (bandiera)   | A     | Juan Esnáider       |
| 20 | Italia (bandiera)      | C     | Alessio Tacchinardi |
| 21 | Francia (bandiera)     | C     | Zinédine Zidane     |
| 22 | Svezia (bandiera)      | P     | Andreas Isaksson    |
| 23 | Italia (bandiera)      | D     | Gianluca Zambrotta  |
| 24 | Italia (bandiera)      | C     | Enzo Maresca        |
| 25 | Italia (bandiera)      | C     | Matteo Brighi       |
| 26 | Paesi Bassi (bandiera) | C     | Edgar Davids        |
| 27 | Italia (bandiera)      | C     | Marco Rigoni        |
| 28 | Brasile (bandiera)     | D     | Athirson            |
| 29 | Italia (bandiera)      | C     | Domenico Maietta    |
| 30 | Italia (bandiera)      | D     | Francesco Scardina  |
| 31 | Italia (bandiera)      | A     | Andrea Gasbarroni   |
| 32 | Italia (bandiera)      | C     | Alessandro Frara    |
| 33 | Francia (bandiera)     | A     | Vincent Péricard    |
| 35 | Uruguay (bandiera)     | P     | Fabián Carini       |
| 36 | Italia (bandiera)      | C     | Salvatore Papa      |

## Risultati

### Serie A

#### Girone di andata
| Arbitro: | Collina (Viareggio) |

|              |           |                             |
| Stellone 41’ | Marcatori | 66’ Kovačević 74’ Del Piero |

| Arbitro: | Cesari (Genova) |

|                                  |           |  |
| Kovačević 3’ Zidane 90+2’ (rig.) | Marcatori |  |

| Arbitro: | Braschi (Prato) |

|                            |           |                         |
| Ambrosini 59’ Ševčenko 60’ | Marcatori | 67’ Trezeguet 90’ Conte |

| Arbitro: | Bolognino (Milano) |

|                      |           |               |
| Del Piero 78’ (rig.) | Marcatori | 23’, 68’ Sosa |

| Arbitro: | Messina (Bergamo) |

|  |           |                    |
|  | Marcatori | 44’, 62’ Trezeguet |

| Arbitro: | Braschi (Prato) |

|           |           |           |
| Tudor 22’ | Marcatori | 30’ Salas |

| Brescia 19 novembre 2000, ore 15:00 CET 7ª giornata | Brescia              | 0 – 0 referto | Juventus | Stadio Mario Rigamonti (19 353 spett.)\| Arbitro: \| Farina (Novi Ligure) \| |
| Arbitro:                                            | Farina (Novi Ligure) |               |          |                                                                              |

| Arbitro: | Nucini (Bergamo) |

|                          |           |              |
| Trezeguet 38’ Zidane 74’ | Marcatori | 89’ Adaílton |

| Arbitro: | Braschi (Prato) |

|                         |           |                         |
| Blanc 13’ Di Biagio 66’ | Marcatori | 7’ Trezeguet 10’ Zidane |

| Arbitro: | Collina (Viareggio) |

|                |           |  |
| C. Ferrara 14’ | Marcatori |  |

| Arbitro: | Racalbuto (Gallarate) |

|               |           |                                                            |
| Giorgetti 70’ | Marcatori | 12’ F. Inzaghi 28’ Trezeguet 87’ Kovačević 90+1’ Zambrotta |

| Roma 22 dicembre 2000, ore 20:30 CET 12ª giornata | Roma                | 0 – 0 referto | Juventus | Stadio Olimpico (73 411 spett.)\| Arbitro: \| Borriello (Mantova) \| |
| Arbitro:                                          | Borriello (Mantova) |               |          |                                                                      |

| Arbitro: | Cesari (Genova) |

|                                      |           |                          |
| Conte 33’ F. Inzaghi 49’ (rig.), 57’ | Marcatori | 5’, 63’ Chiesa 18’ Gomes |

| Arbitro: | Nucini (Bergamo) |

|               |           |  |
| Trezeguet 12’ | Marcatori |  |

| Arbitro: | Collina (Viareggio) |

|  |           |                |
|  | Marcatori | 59’ F. Inzaghi |

| Arbitro: | Bertini (Arezzo) |

|                                    |           |  |
| F. Inzaghi 8’, 42’, 69’ Davids 23’ | Marcatori |  |

| Arbitro: | De Santis (Tivoli) |

|                         |           |                       |
| Lorenzi 75’ Ventola 82’ | Marcatori | 73’ (aut.) M. Paganin |

#### Girone di ritorno
| Arbitro: | Borriello (Mantova) |

|                                            |           |  |
| Kovačević 12’ F. Inzaghi 52’ Del Piero 86’ | Marcatori |  |

| Arbitro: | Cesari (Genova) |

|  |           |               |
|  | Marcatori | 81’ Del Piero |

| Arbitro: | Braschi (Prato) |

|                                      |           |  |
| Tudor 9’ F. Inzaghi 67’ Zidane 90+1’ | Marcatori |  |

| Arbitro: | De Santis (Tivoli) |

|  |           |                              |
|  | Marcatori | 38’ Zambrotta 60’ F. Inzaghi |

| Arbitro: | Nucini (Bergamo) |

|           |           |  |
| Tudor 31’ | Marcatori |  |

| Arbitro: | Collina (Viareggio) |

|                                 |           |               |
| Nedvěd 22’, 66’ Crespo 46’, 81’ | Marcatori | 59’ Del Piero |

| Arbitro: | Borriello (Mantova) |

|               |           |               |
| Zambrotta 30’ | Marcatori | 86’ R. Baggio |

| Arbitro: | Rodomonti (Teramo) |

|  |           |                        |
|  | Marcatori | 45+4’ (rig.) Del Piero |

| Arbitro: | Cesari (Genova) |

|                                              |           |                     |
| Tacchinardi 51’ F. Inzaghi 55’ Del Piero 63’ | Marcatori | 66’ (rig.) C. Vieri |

| Parma 22 aprile 2001, ore 20:30 CEST 27ª giornata | Parma           | 0 – 0 referto | Juventus | Stadio Ennio Tardini (27 148 spett.)\| Arbitro: \| Braschi (Prato) \| |
| Arbitro:                                          | Braschi (Prato) |               |          |                                                                       |

| Arbitro: | Pellegrino (Barcellona Pozzo di Gotto) |

|           |           |                |
| Tudor 40’ | Marcatori | 41’ Conticchio |

| Arbitro: | Braschi (Prato) |

|                        |           |                           |
| Del Piero 4’ Zidane 6’ | Marcatori | 79’ Nakata 90+1’ Montella |

| Arbitro: | Cesari (Genova) |

|              |           |                                    |
| M. Rossi 40’ | Marcatori | 24’ Zidane 28’ Tudor 89’ Trezeguet |

| Arbitro: | Tombolini (Ancona) |

|             |           |                                              |
| Signori 20’ | Marcatori | 27’, 48’ Trezeguet 45+1’ Tudor 81’ Kovačević |

| Arbitro: | Bolognino (Milano) |

|               |           |  |
| Trezeguet 55’ | Marcatori |  |

| Arbitro: | De Santis (Tivoli) |

|  |           |                                  |
|  | Marcatori | 37’ Del Piero 40’, 51’ Trezeguet |

| Arbitro: | Bolognino (Milano) |

|                              |           |           |
| Trezeguet 6’ Tacchinardi 64’ | Marcatori | 78’ Nappi |

### Coppa Italia
| Brescia 16 settembre 2000, ore 18:00 CEST Ottavi di finale - Andata | Brescia         | 0 – 0 referto | Juventus | Stadio Mario Rigamonti (19 451 spett.)\| Arbitro: \| Braschi (Prato) \| |
| Arbitro:                                                            | Braschi (Prato) |               |          |                                                                         |

| Arbitro: | Cesari (Genova) |

|           |           |                 |
| Conte 22’ | Marcatori | 47’, 75’ Hübner |

### UEFA Champions League

#### Prima fase a gironi
| Arbitro: | Melo Pereira |

|                                                     |           |                                          |
| Yeboah 17’ Mahdavikia 65’ Butt 72’ (rig.) Kovač 82’ | Marcatori | 6’ Tudor 36’, 52’, 88’ (rig.) F. Inzaghi |

| Arbitro: | Pedersen |

|                               |           |               |
| Tacchinardi 35’ Trezeguet 83’ | Marcatori | 45+2’ Gkoumas |

| Torino 26 settembre 2000, ore 20:45 CEST 3ª giornata | Juventus | 0 – 0 referto | Deportivo La Coruña | Stadio delle Alpi (35 733 spett.)\| Arbitro: \| Meier \| |
| Arbitro:                                             | Meier    |               |                     |                                                          |

| Arbitro: | Veissière |

|            |           |                |
| Víctor 11’ | Marcatori | 10’ F. Inzaghi |

| Arbitro: | Dougal |

|               |           |                                   |
| Kovačević 56’ | Marcatori | 24’ Präger 48’ Yeboah 62’ Panadić |

| Arbitro: | Jol |

|                                          |           |                |
| Sousa 7’ Basinas 58’ (rig.) Warzycha 65’ | Marcatori | 24’ F. Inzaghi |

## Statistiche

### Statistiche di squadra
| Competizione          | Punti | In casa | In casa | In casa | In casa | In casa | In casa | In trasferta | In trasferta | In trasferta | In trasferta | In trasferta | In trasferta | Totale | Totale | Totale | Totale | Totale | Totale | DR  |
| Competizione          | Punti | G       | V       | N       | P       | Gf      | Gs      | G            | V            | N            | P            | Gf           | Gs           | G      | V      | N      | P      | Gf     | Gs     | DR  |
| --------------------- | ----- | ------- | ------- | ------- | ------- | ------- | ------- | ------------ | ------------ | ------------ | ------------ | ------------ | ------------ | ------ | ------ | ------ | ------ | ------ | ------ | --- |
| Serie A               | 73    | 17      | 11      | 5       | 1       | 32      | 13      | 17           | 10           | 5            | 2            | 29           | 14           | 34     | 21     | 10     | 3      | 61     | 27     | +34 |
| Coppa Italia          | -     | 1       | 0       | 0       | 1       | 1       | 2       | 1            | 0            | 1            | 0            | 0            | 0            | 2      | 0      | 1      | 1      | 1      | 2      | -1  |
| UEFA Champions League | -     | 3       | 1       | 1       | 1       | 3       | 4       | 3            | 0            | 2            | 1            | 6            | 8            | 6      | 1      | 3      | 2      | 9      | 12     | -3  |
| Totale                | -     | 21      | 12      | 6       | 3       | 36      | 19      | 21           | 10           | 8            | 3            | 35           | 22           | 42     | 22     | 14     | 6      | 71     | 41     | +30 |

### Statistiche dei giocatori
| Giocatore      | Serie A  | Serie A | Serie A     | Serie A    | Coppa Italia | Coppa Italia | Coppa Italia | Coppa Italia | UEFA Champions League | UEFA Champions League | UEFA Champions League | UEFA Champions League | Totale   | Totale | Totale      | Totale     |
| Giocatore      | Presenze | Reti    | Ammonizioni | Espulsioni | Presenze     | Reti         | Ammonizioni  | Espulsioni   | Presenze              | Reti                  | Ammonizioni           | Espulsioni            | Presenze | Reti   | Ammonizioni | Espulsioni |
| -------------- | -------- | ------- | ----------- | ---------- | ------------ | ------------ | ------------ | ------------ | --------------------- | --------------------- | --------------------- | --------------------- | -------- | ------ | ----------- | ---------- |
| Athirson       | 5        | 0       | 1           | 0          | 0            | 0            | 0            | 0            | 0                     | 0                     | 0                     | 0                     | 5        | 0      | 1           | 0          |
| J. Bachini     | 7        | 0       | 0           | 0          | 2            | 0            | 0            | 0            | 3                     | 0                     | 1                     | 0                     | 12       | 0      | 1           | 0          |
| A. Birindelli  | 19       | 0       | 3           | 0          | 1            | 0            | 0            | 0            | 5                     | 0                     | 0                     | 0                     | 25       | 0      | 3           | 0          |
| M. Brighi      | 11       | 0       | 1           | 0          | 1            | 0            | 0            | 0            | 0                     | 0                     | 0                     | 0                     | 12       | 0      | 1           | 0          |
| A. Conte       | 21       | 2       | 1           | 0          | 2            | 1            | 2            | 1            | 5                     | 0                     | 1                     | 0                     | 28       | 3      | 4           | 1          |
| E. Davids      | 26       | 1       | 13          | 3          | 1            | 0            | 0            | 1            | 5                     | 0                     | 4                     | 1                     | 32       | 1      | 17          | 5          |
| A. Del Piero   | 25       | 9       | 4           | 1          | 2            | 0            | 0            | 0            | 6                     | 0                     | 1                     | 0                     | 33       | 9      | 5           | 1          |
| C. Ferrara     | 23       | 1       | 5           | 0          | 1            | 0            | 0            | 1            | 6                     | 0                     | 3                     | 0                     | 30       | 1      | 8           | 1          |
| D. Fonseca     | 2        | 0       | 0           | 0          | 1            | 0            | 0            | 0            | 0                     | 0                     | 0                     | 0                     | 3        | 0      | 0           | 0          |
| F. Inzaghi     | 28       | 11      | 3           | 0          | 0            | 0            | 0            | 0            | 6                     | 5                     | 0                     | 0                     | 34       | 16     | 3           | 0          |
| M. Iuliano     | 23       | 0       | 5           | 0          | 0            | 0            | 0            | 0            | 5                     | 0                     | 3                     | 0                     | 28       | 0      | 8           | 0          |
| D. Kovačević   | 21       | 5       | 2           | 0          | 2            | 0            | 0            | 0            | 4                     | 1                     | 1                     | 1                     | 27       | 6      | 3           | 1          |
| P. Montero     | 23       | 0       | 2           | 0          | 0            | 0            | 0            | 0            | 0                     | 0                     | 0                     | 0                     | 23       | 0      | 2           | 0          |
| F. O'Neill     | 10       | 0       | 2           | 0          | 1            | 0            | 1            | 0            | 2                     | 0                     | 1                     | 0                     | 13       | 0      | 4           | 0          |
| M. Paramatti   | 16       | 0       | 0           | 0          | 2            | 0            | 0            | 0            | 3                     | 0                     | 1                     | 0                     | 21       | 0      | 1           | 0          |
| G. Pessotto    | 32       | 0       | 3           | 0          | 1            | 0            | 0            | 0            | 6                     | 0                     | 0                     | 0                     | 39       | 0      | 3           | 0          |
| M. Rampulla    | 0        | 0       | 0           | 0          | 0            | 0            | 0            | 0            | 1                     | -2                    | 0                     | 0                     | 1        | -2     | 0           | 0          |
| A. Tacchinardi | 31       | 2       | 9           | 1          | 2            | 0            | 0            | 0            | 5                     | 1                     | 1                     | 0                     | 38       | 3      | 10          | 1          |
| D. Trezeguet   | 25       | 14      | 1           | 1          | 2            | 0            | 0            | 0            | 5                     | 1                     | 0                     | 0                     | 32       | 15     | 1           | 1          |
| I. Tudor       | 25       | 6       | 7           | 0          | 2            | 0            | 0            | 0            | 5                     | 1                     | 0                     | 0                     | 32       | 7      | 7           | 0          |
| E. van der Sar | 34       | -27     | 0           | 0          | 2            | -2           | 0            | 0            | 6                     | -10                   | 2                     | 1                     | 42       | -39    | 2           | 1          |
| G. Zambrotta   | 29       | 3       | 2           | 0          | 0            | 0            | 0            | 0            | 0                     | 0                     | 0                     | 0                     | 29       | 3      | 2           | 0          |
| M. Zanchi      | 5        | 0       | 1           | 0          | 0            | 0            | 0            | 0            | 2                     | 0                     | 1                     | 0                     | 7        | 0      | 2           | 0          |
| Z. Zidane      | 33       | 6       | 2           | 0          | 2            | 0            | 0            | 0            | 4                     | 0                     | 0                     | 2                     | 39       | 6      | 2           | 2          |